# Bula pontifícia
Bula papal é um tipo de decreto público, cartas patentes ou carta emitida por um Papa da Igreja Católica. Seu nome deriva do selo de chumbo (bula) tradicionalmente aposto para autenticá-la.

## História

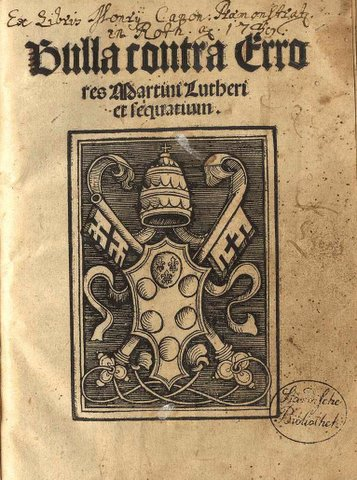
Texto impresso da bula Exsurge Domine do Papa Leão X contra os erros de Martinho Lutero, emitida em junho de 1520

As bulas papais são utilizadas pelo menos desde o século VI, embora a expressão não tenha sido usada até o final do século XIII, e mesmo assim apenas internamente, para fins administrativos informais. No entanto, tornou-se oficial no século XV, quando um dos ofícios da Chancelaria Apostólica foi chamado de "registro das bulas" (registrum bullarum).
Com a ascensão do Papa Leão IX em 1048, surgiu uma distinção clara entre dois tipos de bulas: as de maior e menor solenidade. A maioria das "grandes bulas" existentes são confirmações de propriedades ou cartas de proteção concedidas a mosteiros e instituições religiosas. Em uma era com muita falsificação documental, aqueles que obtinham bulas de Roma desejavam garantir a autenticidade de seus documentos. Uma confirmação papal, sob certas condições, podia ser considerada prova suficiente de posse quando o documento original havia sido perdido ou destruído.
Desde o século XII, as bulas papais trazem um selo de chumbo com os rostos dos apóstolos São Pedro e São Paulo de um lado, e o nome do papa do outro. Inicialmente, as bulas eram usadas para diversos tipos de comunicação pública, mas desde o século XIII passaram a ser reservadas para as ocasiões mais formais ou solenes. Até o início do século XI, usava-se quase exclusivamente papiro como material para esses documentos, sendo posteriormente substituído por uma forma rudimentar de pergaminho.
Pesquisadores modernos utilizam retroativamente o termo "bula" para descrever qualquer documento papal elaborado, emitido sob a forma de decreto ou privilégio, solene ou simples, e até alguns menos elaborados emitidos como cartas. Popularmente, o termo é usado para qualquer documento papal com selo metálico.
Hoje, a bula é a única comunicação escrita em que o papa se refere a si mesmo como "Episcopus Servus Servorum Dei" ("Bispo, Servo dos Servos de Deus").
Embora as bulas papais sempre tenham trazido selos metálicos, hoje isso ocorre apenas nas ocasiões mais solenes. Atualmente, a bula é o tipo mais formal de decreto público ou cartas patentes emitido pela Chancelaria do Vaticano em nome do papa.

## Formato
O formato da bula começava com uma linha em letras altas e alongadas contendo três elementos: o nome do papa, o título papal "Episcopus Servus Servorum Dei" e seu incipit, ou seja, as primeiras palavras em latim do documento, que serviam para registro, embora nem sempre indicassem seu conteúdo.
O corpo do texto costumava ser simples e sem convenções específicas de formatação. A seção final apresentava um curto "datum", mencionando o local de emissão, o dia do mês e o ano do pontificado, além das assinaturas e o selo.
Nas bulas mais solenes, o papa assinava pessoalmente o documento com a fórmula "Ego N. Catholicae Ecclesiae Episcopus" ("Eu, N., Bispo da Igreja Católica"). Em seguida vinham um monograma elaborado, as assinaturas de testemunhas e o selo. Atualmente, um membro da Cúria Romana assina em nome do papa, geralmente o Cardeal Secretário de Estado, e o monograma é omitido.

## Selo

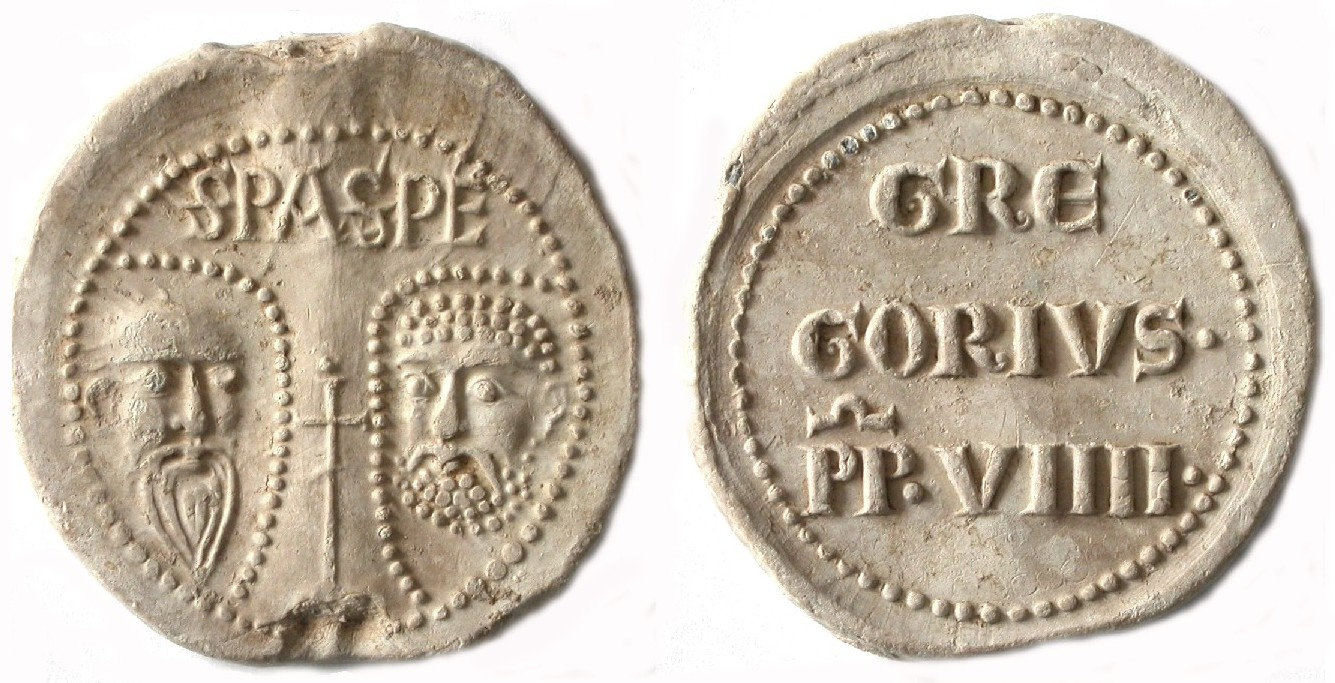
Bula de chumbo (anverso e reverso) do Papa Gregório IX, papa de 1227 a 1241

A característica mais marcante da bula era o selo metálico (bula), geralmente de chumbo, mas feito de ouro nas ocasiões mais solenes, como nas bulas imperiais bizantinas (ver Bula de Ouro). No anverso, representava, de forma inicialmente rudimentar, os apóstolos São Pedro e São Paulo, identificados pelas inscrições Sanctus PAulus e Sanctus PEtrus (assim, SPA • SPE ou SPASPE). Paulo, à esquerda, era mostrado com cabelo longo e barba pontiaguda; Pedro, à direita, com cabelo encaracolado e barba curta feita de pequenas esferas em relevo (globetti). Havia um círculo de globetti ao redor de cada cabeça, outro na borda do selo, e uma cruz entre os dois rostos. No reverso constava o nome do papa emitente em latim no caso nominativo, seguido das letras "PP", de Pastor Pastorum ("Pastor dos Pastores"). O disco era preso ao documento com cordões de cânhamo, no caso de cartas de justiça, ou de seda vermelha e amarela, no caso de cartas de graça, passados por fendas no velino do documento. A palavra "bulla" vem do latim "bullire" ("ferver"), aludindo ao fato de que o material do selo precisava ser derretido para moldagem.
Em 1535, o gravador florentino Benvenuto Cellini recebeu 50 escudos para recriar a matriz de metal usada nas bulas de Papa Paulo III. Cellini manteve os elementos tradicionais, como os rostos dos apóstolos, mas com muito mais detalhe artístico. No reverso, adicionou flores-de-lis, símbolo heráldico da família Farnese, da qual o papa descendia.
Desde o final do século XVIII, a bula de chumbo foi substituída por um carimbo em tinta vermelha com as figuras de Pedro e Paulo e o nome do papa em volta, embora cartas muito solenes, como a bula do Papa João XXIII convocando o Concílio Vaticano II, ainda utilizem o selo de chumbo.
As bulas papais só existem em quantidade significativa a partir do século XI, com a transição do frágil papiro para o pergaminho durável. Nenhuma bula completa anterior a 819 sobreviveu. No entanto, algumas bullae de chumbo datadas do século VI ainda existem.

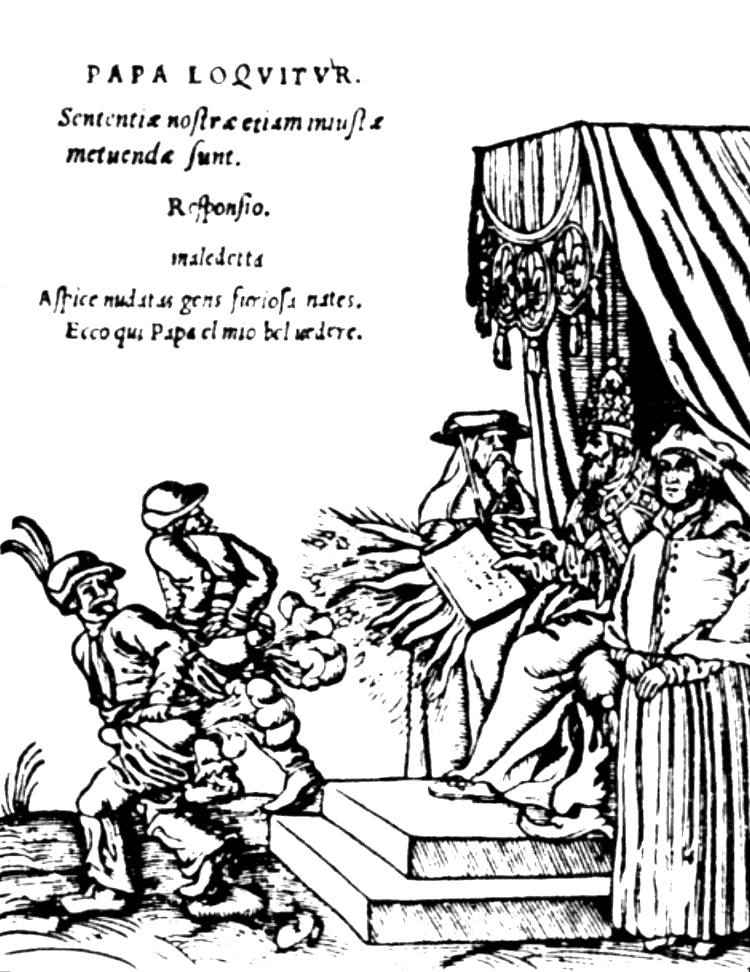
De uma série de xilogravuras (1545) conhecidas como Papstspotbilder ou Papstspottbilder, por Lucas Cranach, encomendadas por Martinho Lutero. "Beijando os pés do Papa"; camponeses alemães respondem a uma bula do Papa Paulo III. A legenda diz: "Não nos assuste, Papa, com tua excomunhão, nem sejas tão irado. Caso contrário, nos viramos e te mostramos nossas nádegas".

## Conteúdo
Quanto ao conteúdo, a bula é simplesmente o formato no qual um decreto papal é emitido. Qualquer tema pode ser tratado em uma bula, incluindo decretos estatutários, nomeações episcopais, dispensas, excomunhões, constituições apostólicas, canonizações e convocações.
A bula foi o formato exclusivo de carta do Vaticano até o século XIV, quando surgiu a breve papal. Esta é uma forma menos formal de comunicação, autenticada por um selo de cera, atualmente substituído por um carimbo em tinta vermelha com o Anel do Pescador.

## Bulas papais

### Século XI
- 13 de abril de 1059 - In nomine Domini, promulgada pelo papa Nicolau II (estabelece quem elege o Papa).
- 1079 - Libertas Ecclesiae, promulgada pelo papa Gregório VII (fala sobre a liberdade da Igreja).
- 1079 - Antiqua sanctorum patrum, Concessão à igreja de Lyon da supremacia sobre todas as igrejas da França para Gregorio VII.

### Século XII
- 15 de fevereiro de 1113 - Pie Postulatio Voluntatis, promulgada pelo papa Pascal II (cria Ordem dos Hospitalários de São João de Jerusalém).
- 19 de junho de 1119 - Ad Hoc Nos Disponente, promulgada pelo papa Calisto II (confirmação dos privilégios e posses dos Hospitalários de São João de Jerusalém).
- 1120 - Sicut Judaeis, promulgada pelo papa Calisto II (Uma bula destinada a proteger os judeus durante as Cruzadas e a proibir conversões forçadas).
- 7 de julho de 1136 - Ex Commisso Nobis, também chamado de bula de Gniezno, promulgada pelo papa Inocêncio II (confirma a independência da Igreja polaca).
- 29 de março de 1139 - Omne Datum Optimum, promulgada pelo papa Inocêncio II (fala sobre o reconhecimento da Ordem dos Templários).[17]
- 9 de fevereiro de 1143 - Milites Templi, promulgada pelo papa Celestino II (fala sobre a garantia de privilégios aos Templários).[17]
- 7 de abril de 1145 - Militia Dei, promulgada pelo papa Eugénio III (fala sobre a garantia de mais privilégios aos Templários).[17]
- 1145 - Quantum praedecessores, promulgada pelo papa Eugénio III (chamada à Segunda Cruzada. Primeira bula que coloca o Cruzado, sua família e seus bens sob a proteção da Igreja).
- 1154 - Christiane Fidei Religio, promulgada pelo papa Anastácio IV (adiciona regras aos privilégios e aos direitos adicionais de Hospitalários da Ordem de São João de Jerusalém).
- 1155 - Laudabiliter - promulgada pelo papa Adriano IV (Reconhecer o domínio de Henrique II sob a Irlanda).
- 23 de maio de 1179 - Manifestis Probatum, emitida pelo Papa Alexandre III que declarou o Condado Portucalense (Portugal) independente do Reino de Leão, e D. Afonso Henriques, o seu soberano.
- maio de 1184 - Ad Abolendam, promulgada pelo papa Lúcio III (confirmando a fundação do capítulo da Igreja Colegiada de Saint-Florent em Roye)
- 1187 - Audita Tremendi, promulgada pelo papa Gregório VIII (chamada à Terceira Cruzada).
- 1192 - Cum Universi, promulgada pelo papa Celestino III (afirma que a Igreja da Escócia não mais se reporta ao Arcebispo de York, mas à Santa Sé).
- 15 de agosto de 1198 - Post Miserabile, promulgada pelo papa Inocêncio III (Convoca a IV Cruzada e dando privilégios para o futuro cruzado).
- 1198 - Dilecti Filii, promulgada pelo papa Inocêncio III (Revisa a Militia Dei de 1145 a fim de resolver um conflito entre o clero e a ordem do Templo).

### Século XIII
- Fevereiro de 1205 - Etsi Non Displiceat, promulgada pelo papa Inocêncio III (Aborda uma série de acusações contra os judeus, dirigida ao rei da França).
- 1218 - In Generali Concilio, promulgada pelo papa Honório III (Ordena a execução das decisões do IV Concílio de Latrão).
- 1219 - Super Specula, promulgada pelo papa Honório III (Proibição do ensino de direito romano na Universidade de Paris).
- 29 de novembro de 1223 - Solet Annuere, promulgada pelo papa Honório III (Aprova a regra dos franciscanos).
- 1231 - Parens Scientiarum, promulgada pelo papa Gregório IX (Concede autonomia e privilégios à Universidade de Paris).
- 8 de fevereiro de 1132 - Ille Humani Generis, promulgada pelo papa Gregório IX (Confia a Inquisição aos dominicanos).
- 20 de abril de 1233 - Licet ad capiendos, promulgada pelo papa Gregório IX (Marca oficialmente o início da Inquisição).
- 1233 - Etsi Judaeorum promulgada pelo papa Gregório IX (Convoca os prelados de todos os níveis a prevenir e limitar os ataques de cristãos contra os judeus).
- 1233 - Vox In Rama, promulgada pelo papa Gregório IX (Aborda sobre a participação de hereges em cerimônias com o diabo).
- 1239 - Se Vera Sunt, promulgada pelo papa Gregório IX (Solicitar o confisco e a inspeção dos livros do Talmude pelos prelados da França e Espanha).
- 9 de maio de 1244 - Perfidia Impia Iudeorum, promulgada pelo papa Inocêncio IV (Requer que o rei da França queime o Talmud e outros livros judaicos em todo o seu reino).
- 5 de março de 1245 - Dei Patris Inmensa, promulgada pelo papa Inocêncio IV (para os mongóis expondo sua fé cristã).
- 13 de março de 1245 - Cum Non Solum, promulgada pelo papa Inocêncio IV (para os mongóis, solicitando não atacar os cristãos e sondando as suas intenções).
- 1247 - Lachrymabilem Judaeorum, promulgada pelo papa Inocêncio IV.
- 1248 - Viam Agnoscere Veritatis, promulgada pelo papa Inocêncio IV (para os mongóis, instando-os a não atacar os cristãos, e sondando as suas intenções.
- 15 de maio de 1252 - Ad extirpanda, promulgada pelo papa Inocêncio IV (autorização a Inquisição aplicar a tortura em hereges).
- 1267 - Turbato Corde, promulgada pelo papa Clemente IV.
- 7 de julho de 1274 - Ubi Periculum, promulgada pelo papa Gregório X (Estabelece o conclave como forma da eleição dos papas).
- 25 de fevereiro de 1296 - Clericis Laicos, promulgada pelo papa Bonifácio VIII (Protesta contra uma imposição de Felipe IV, rei da França de cobrar imposto da igreja).
- 27 de outubro de 1299 - Detestande Feritatis, promulgada pelo papa Bonifácio VIII (oposição ao corte de cadáveres, mas também e especialmente ao seu desmembramento).

### Século XIV
- Unam Sanctam, 1302—Bonifácio VIII (supremacia da Igreja Católica Romana sobre o estado).
- Fasciens misericordiam, 1308—Clemente V.
- Regnans in coelis, 1308—Clemente V.
- Cum inter nonnullos, 1323—João XXII (rejeição da doutrina Franciscana da pobreza de Cristo).

### Século XV
- Dum diversas, 1452—Nicolau V (autorização de Afonso V de Portugal para escravizar os infiéis da África Ocidental).
- Romanus Pontifex 1455—Papa Nicolau V (no seguimento da Dum diversas, autorizando a conquista e vassalagem de todas as populações a sul do Cabo Bojador).
- Æterni regis, 1481—Sisto IV (garantia a Portugal todas as terras ao Sul das ilhas Canárias, divisão do Novo Mundo).
- Summis desiderantes, 1484—Inocêncio VIII (supressão da bruxaria ao longo do rio Reno).
- Inter cætera, 1493—Papa Alexandre VI (realinhamento da divisão do Novo Mundo entre Espanha e Portugal, de acordo com o Tratado de Tordesilhas, assinado no ano seguinte).

### Século XVI
- Exsurge Domine, 1520—Leão X (aviso a Martinho Lutero).
- Decet Romanum Pontificem, 1521—Leão X (excomungação de Martinho Lutero).
- Exponi Nobis Omnímoda, 1522—Adriano VI (amplos poderes no foro interno e externo às Ordens mendicantes).
- Sublimis Deus, 2 de junho de 1537—Paulo III (revogada por Carlos V do Sacro-Império Romano).
- Regimini militantis, 27 de setembro de 1540—Paulo III (estabelecimento dos Jesuítas).
- Injunctum nobis, 14 de março de 1543—Paulo III.
- In Coena Domini, 1568—Pio V.
- Regnans in Excelsis, 1570—Pio V (anatemização de Elizabeth I).
- Quo Primum Tempore, 1570—Pio V (instituição da Missa tridentina).
- Inter gravissimas, 1582—Gregório XIII (reforma do calendário).
- Immensa Aeterni Dei, 1588—Sisto V.

### Século XVII
- Gratia Divina, 1656.

### Século XVIII
- Unigenitus, 1713—Clemente XI (condenação do jansenismo).
- In eminenti apostolatus specula, 1738—Clemente XII (condenação da Maçonaria).

### Século XIX
- Sollicitudo omnium ecclesiarum, 1814—Pio VII (restabelecimento dos Jesuítas após supressão).
- Divinis Praeceptis, de 28 de novembro de 1816—Papa Pio VII introdução do Primaz das Índias.[18]
- Quanta cura, 1864—Pio IX (introdução da Syllabus errorum).
- Pastor aeternus, 1871—Pio IX do Primeiro Concílio do Vaticano (infalibilidade papal).

### Século XX
- Quam singulari, 1910—Pio X (admissão da Primeira Comunhão às crianças).
- Munificentissimus Deus, 1950—Pio XII (definição do dogma Assunção de Maria).
- Dei Verbum, 1965—Paulo VI do Segundo Concílio do Vaticano.

### Século XXI
- Misericordiae Vultus, 2015—Francisco (Proclamação do Jubileu extraordinário da Misericórdia).

## Bulas douradas
As bulas douradas foram emitidas não pelo papa, mas por monarcas europeus, como a Bula Dourada de 1356, que determinou a estrutura do Sacro Império Romano-Germânico.